# Cynipoidea
Cynipoidea é uma superfamília de pequenas vespas escuras, pertencentes à ordem de insetos Hymenoptera. A maioria das vespas cinipoideas são pequenas, medindo de 1 a 5 mm, mas há aquelas dos grupos macrocinoipoides que chegam a 30mm. Geralmente apresentam cor marrom ou preta, mas nunca ostentam tons metálicos. Inclui tanto algumas vespinhas que atacam outros insetos (moscas, borboletas, besouros) e vespas galhadoras das plantas, bem como algumas outras que parasitam as galhas de outras vespinhas galhadoras. 

## Biologia
Cynipoidea comportam-se como parasitóides primários de Diptera Cyclorrapha (moscas), Coleoptera (besouros), Lepidoptera (lagartas), Hymenoptera (vespas-da-madeira e galhadoras) e Neuroptera (formiga-leão), bem como incluem espécies que ocasionam galhas em tecidos vegetais e que atacam as galhas de outras vespas galhadoras. Em geral, sabe-se muito pouco de biologia dos Cynipoidea na região Neotropical, sendo esta uma área promissora para pesquisa com insetos, principalmente sobre a família Figitidae.

## Morfologia
Diferentemente de outros Apocrita, as fêmeas apresentam 13 segmentos antenas (=11 flagelômeros) e os machos apresentam 14 ou 15; nos machos, o último flagelômero é engrossado e lateralmente escavado, o que pode estender-se por mais um ou dois flagelômeros anteriores. No tórax, o pronoto extende-se até a base da tégula. Apresentam a venação das asas bem característica, reduzida: veia costal (C) ausente, pterostigma transformado em uma estrutura parecendo uma veia transversa engrossada, veia média (M) deslocada anteriormente, gerando poucas células fechadas. Os tarsos com 5 segmentos.
As glândulas antenais, presentes em todos os himenópteros parasitoides, apresentam morfologia única para Diapriidae e Cynipoidea, bem como uma posição relativa nos segmentos antenais que é única para o grupo, o que representa uma evidência de parentesco entre estas duas linhagens de himenópteros parasíticos.

## Diversidade e Taxonomia
Curiosamente, esta divisão taxonômica é vista como um grupo natural (ou seja, monofilético) desde a segunda metade do século XIX. No entanto, as famílias consideradas dentro da superfamília somente foram estabelecidas nos últimos 25 anos, com as relações filogenéticas sendo melhor delineadas para os subgrupos principais. Cynipoidea consiste de mais de 3000 espécies descritas distribuídas por 224 gêneros. Inclui, atualmente as seguintes famílias de vespas: Austrocynipidae, Ibaliidae, Liopteridae, Figitidae e Cynipidae. 
A taxonomia de Cynipoidea é complexa, dado que diversas linhagens apresentam semelhanças intricadas e limites mal definidos, de forma que diferentes gêneros foram mudados de família, principalmente entre Figitidae e Cynipidae, especialmente entre espécies fitófagas. Informalmente, dividem-se as vespas cinipoideas dentre dois grupos: macrocinipoideos, contendo as três primeiras (Austrocynipidae, Ibaliidae, Liopteridae) e microcinipoideos, contendo as duas últimas: Figitidae e Cynipidae. Estes grupos podem ter algum suporte de monofilia, p.ex. para os microcinipoides, mas aparentemente os macrocinipoideos são um grupo mais basal.
No Brasil, encontram-se espécies de Liopteridae e Figitidae, enquanto que Ibaliidae está representada por uma única espécie introduzida de Ibalia Latreille. É possível que Cynipidae esteja presente no Brasil, porém ainda não há registros confirmados.  